# Andrew Orvedahl
Andrew Orvedahl (né le 21 décembre 1976) est un comédien américain connu pour son travail avec The Grawlix, une troupe de comédiens composée d'Andrew Orvedahl, d'Adam Cayton-Holland et de Ben Roy et pour l'émission de TruTV Les Pires Profs, diffusée en France par WarnerTv. Avec The Grawlix, Andrew Orvedahl joue dans des vidéos écrites et réalisées par The Nix brothers et diffusées sur Funny or Die.

## Carrière

### Comédien de stand-up
Andrew Orvedahl débute dans le théâtre comique en 2003 dans un rôle dans lequel il donné une fessée à Elmo. En plus de se produire régulièrement dans son club local, le Comedy Works à Denver, il effectue une tournée aux États-Unis et se produit à Aspen (2011), Las Vegas, Seattle (2010), Great American (2012), Bridgetown (2011, 2012, 2013) et au festival de comédie High Plains (2013, 2014). Il fait également partie du showcase New Faces au festival Juste pour rire à Montréal en 2013. Également en 2013, il publie son album de comédie Hit The Dick Lights dans une double sortie avec un autre membre de The Grawlix, Adam Cayton-Holland. L'album d'Adam Cayton-Holland I Don't Know If I Happy partage les mêmes pochettes d'album, a été enregistré le même jour au même théâtre (Denver's Bug Theatre) que celui d'Andrew Orvedahl, et les deux ont été publiés sur le label Greater Than Collective d'Illegal Pete's. Andrew Orvedahl apparait dans NickMom Night Out et dans Last Comic Standing et, le 13 octobre 2014, il effectue sa première performance dans l'émission The Tonight Show Starring Jimmy Fallon.

### The Grawlix
En 2007, Andrew Orvedahl est un membre clé de Los Comicos Super Hilariosos, une émission régulière qui accueille des comiques de renom tels qu'Arj Barker, Maria Bamford, Tig Notaro et Moshe Kasher. Le groupe finit par se dissoudre et se reformer sous le nom de The Grawlix en 2011.
The Grawlix est formé d'Andrew Orvedahl, Ben Roy et Adam Cayton-Holland. La troupe présente une émission mensuelle au The Bug Theatre à Denver, avec des vedettes du stand-up, une variété de comédiens invités nationaux et des projections de leurs vidéos produites par The Nix brothers.

#### Les Pires Profs
En juin 2012, The Grawlix fait également équipe avec The Nix Brothers pour produire un pilote pour Amazon intitulé Les Pires Profs, l'histoire de trois professeurs de lycée incompétents de Denver. Alors qu'Amazon diffuse finalement le pilote, en décembre 2014, TruTV acquiert les droits et paye le trio pour réécrire et re-filmer le pilote. En février 2015, le réseau annonce qu'il commande dix épisodes de la série, qui est diffusée en 2015. La série est renouvelée pour une deuxième saison de dix épisodes, diffusée en 2016.

### The Narrators
En 2010, Andrew Orvedahl créé l'émission The Narrators, qu'il anime chaque mois au Buntport Theatre à Denver, une présentation en direct d'histoires réelles sur un thème choisi par des musiciens, des comédiens, des acteurs et des écrivains. Le podcast de The Narrators met en lumière certaines de ces histoires, en enregistrant les représentations en direct, parrainé par le collectif Sexpot Comedy.

### The Unicorn
En 2013, Andrew Orvedahl crée le podcast The Unicorn, avec sa co-animatrice Talitha et le producteur Ron Doyle. L'émission invite un comédien pour discuter de sexe et des rapports entre personnes. Parmi les personnes invitées, figurent Kyle Kinane, Cameron Esposito et Ben Kronberg.

### Prix
En 2012, Andrew Orvedahl remporte un prix MasterMinds de Westword - un programme de subventions récompensant les entrepreneurs artistiques qui changent le paysage culturel. En décembre 2013, le magazine culturel Time Out New York désigne l'album Hit The Dick Lights d'Andrew Orvedahl comme l'un des 10 meilleurs albums humoristiques de 2013.

## Vie personnelle
Andrew Orvedahl est né et a grandi à Denver. Il fréquente l'Heritage High School, une école publique à Littleton au Colorado. Après avoir déménagé plusieurs fois, vivant à New York, Cocoa Beach et Los Angeles, il retourne finalement dans le Colorado et vit actuellement à Denver. Orvedahl a une fille, Amelia, qui participe à sa propre émission de cuisine en ligne intitulée The Barefoots. Il en est le réalisateur, le directeur de la photographie et le monteur.

## Albums
- Andy Makes 15 of His 22 Friends Laugh
- Hit The Dick Lights